# LOVE TRIGGER/We'll go together
『LOVE TRIGGER/We'll go together』（ラブトリガー/ウィールゴートゥギャザー）は、Snow Manの10枚目のシングル。2024年2月14日にMENT RECORDINGからリリースされた。

## 概要
前作『Dangerholic』から約5か月ぶりのリリース。初回盤A（CD+DVD）、初回盤B（CD+DVD）、通常盤（CDのみ）の3形態で発売された。また、初の3形態同時購入特典として「Snow Manカレンダー 2024.4-2025.3」が付属する。両A面シングルとなっており、色気とダンディズム溢れる大人な「LOVE TRIGGER」と、ポップで明るく希望を感じられる「We'll go together」、それぞれの楽曲コンセプトに合わせて2種類のビジュアルが制作された。CDジャケットも、全形態2つのビジュアルが楽しめるようになっている。
1つ目の表題曲、「LOVE TRIGGER」は、メンバーの岩本照が単独初主演を務めるテレビ朝日系列オシドラサタデー枠のドラマ『恋する警護24時』の主題歌。岩本がかねてからプライベートでライブに足を運んでいたという4人組ロックバンド・I Don't Like Mondays.が楽曲提供している。相手の存在が引き金となり、だんだんと愛に溺れていく心情を洗練されたバンドサウンドに乗せて歌った、大人な色気や雰囲気たっぷりの楽曲。メンバー全員が黒いスーツを着用し、「恋の穴」の底を思わせるような不思議な空間や弾丸に撃ち抜かれた心を想起させるセットで踊るMVが1月4日23:00にYouTubeで公開された。振付は岩本が担当しているが、シングルの表題曲で振付をするのは今回が初めてとなる。独創的ながらも細かな動作や決めのポージングはメンバー一人ひとりがひときわ輝くよう練られており、サビではトリガーを表現したダンスがポイントとなっている。また、フォーメーションではシンメトリーや2人ずつのセンターポジションが多く取り入れられている。1月13日にはダンスプラクティス動画、2月5日にはレコーディング風景とMV未公開カットを含む特別編集動画「Rec & Unreleased Scene Video」も公開された。
2つ目の表題曲、「We'll go together」は、メンバーの渡辺翔太が単独初主演を務める日本テレビ系列シンドラ枠のドラマ『先生さようなら』の主題歌で、葛藤もありながらも前向きに進んでいく姿を表現した切なくも明るいミディアムチューン。現在と過去、2つのストーリーが交錯するドラマの世界観も表現する楽曲で、〈ここで巡りあえたことが〉〈永遠だよ〉といった歌詞はドラマだけでなく現在のSnow Manにもリンクしており、主題歌を決める時にメンバー全員で聞き込んだ際も、この楽曲を選ぶ票が圧倒的に多かったという。タイトルには「共に歩もう」というメッセージが込められており、リスナーの家族や恋人、仲間だけではなくSnow Manとファン、Snow Man9人の絆にも重ねられるようになっている。Snow Manのデビュー4周年かつテレビドラマ第1話の放送日である1月22日には、メンバー各々が考えた理想のデートシーンを中心に構成されたMVがSnow Man公式YouTubeチャンネルで21:00から公開され、公式Instagramでは2月12日から各メンバーごとのMVオフショットが随時公開された。なお、初回盤Bの付属DVDに収録されているMVにはYouTubeバージョンには無い先の展開があり、初のマルチアングル映像としてそれぞれのデートシーンが見られる特典映像も収録されている。1月29日には初の試みとして歌唱シーンをメインとしたパフォーマンス映像、2月10日にはレコーディング風景とソロシーンを含む特別編集動画「Rec & Solo Edit Video」も公開された。
カップリング曲は、全編英語歌詞の「NEXT」と、TBS系『それSnow Manにやらせて下さい』のテーマソングである「ココロヒトツ」が収録される。
「LOVE TRIGGER」と「We'll go together」は、2023年12月31日に公式YouTubeチャンネルで生配信された「Snow Man Special Live〜みんなと楽しむ大晦日！〜」の中で初パフォーマンスされた。その際、「LOVE TRIGGER」の歌詞の中に〈We'll go together〉というワードが含まれており、なおかつそのパートを渡辺が歌っていることがSNS上で話題となった。また、「LOVE TRIGGER」のMVが公開された際にも、イントロで岩本がコーヒーを飲みながら読んでいる英字新聞に"We'll go together"という文字が含まれていたり、ラックにも『We'll go together』の衣装と思われるコートがかけてあることが話題となり、両A面であることを活かした仕掛けに反響が寄せられた。
公式Twitterでは「#LOVETRIGGER 衣装図鑑」としてメンバーの衣装が紹介されたり、「#LOVEをtogether」というハッシュタグと共にメンバーの告知映像が1人ずつ公開されるなど、発売日までのカウントダウンが行われた。

## 特典
初回盤A、初回盤B、通常盤初回仕様には、スリーブ仕様に加え、形態別全3種類の限定動画の視聴ができるシリアルナンバーを封入（通常盤初回仕様にはフォトブックも付属）。 
- 3形態同時購入特典[17]
  - Snow Manカレンダー 2024.4-2025.3（週めくり、12か月分構成、新撮カットあり）[35]

## 収録内容
クレジット出典

### CD

#### 通常盤・初回盤A
※「NEXT」以降、通常盤のみ収録。
1. LOVE TRIGGER
作詞：悠 / 作曲・編曲：I Don't Like Mondays.
2. We'll go together
作詞・作曲・編曲：Nobuhiro Tahara
3. NEXT
作詞：Will Jay / 作曲：HIKARI、Will Jay、Ian Jeffrey Thomas、katsuki.CF / 編曲：HIKARI、Will Jay
4. ココロヒトツ
作詞：MORISHIN / 作曲：MORISHIN、川口進 / 編曲：川口進
5. LOVE TRIGGER（Instrumental）
6. We'll go together（Instrumental）
7. NEXT（Instrumental）
8. ココロヒトツ（Instrumental）

#### 初回盤B
※『We'll go together/LOVE TRIGGER』として発売
1. We'll go together
2. LOVE TRIGGER

### DVD

#### 初回盤A
- 「LOVE TRIGGER」Music Video
- 「LOVE TRIGGER」マルチアングル映像
- Behind The Scenes

#### 初回盤B
- 「We'll go together」Music Video
- 「We'll go together」マルチアングル映像
- 10枚目シングル発売記念！ Snow Man特典映像アワード
過去の特典映像のゲーム対決の中からファンが選んだ名シーンをアワード形式で振り返る[37]。

## チャート成績
オリコンでは店着日である2月13日付「オリコンデイリーシングルランキング」で、前作『Dangerholic』の初週売り上げ86.9万枚を上回る90.3万枚を売り上げ1位を獲得。翌14日付の同ランキングで13万枚を売り上げ、累積売上103万3000枚となり、2日間売上でミリオンを達成した。その後2月20日に発表された「オリコン週間シングルランキング」で自己最高となる初週売上119.3万枚を記録。Snow Man名義では『KISSIN'MY LIPS/Stories』『Grandeur』『タペストリー/W』に続く4作目、「SixTONES vs Snow Man」名義で発売した『Imitation Rain/D.D.』を含めると、5作目のシングルミリオンセールス達成となる。初週でのミリオン突破は2023年3月6日付のKing & Prince『Life goes on/We are young』以来1年ぶり今年度初めてで、Snow Man単独でも初の達成となる。2月22日に発表された「オリコン週間合算シングルランキング」でも、自己最高となる週間120.0万PT（1,200,076PT）を記録し、通算9作目の1位となった。
Billboard JAPANにおいても、"Top Singles Sales"では自身で初めて初週ミリオンセールスを超える122万4902枚を売り上げ、自己最高記録で1位を獲得。しかし"JAPAN Hot 100"ではCreepy Nutsの「Bling-Bang-Bang-Born」が前週に続き1位となり、「LOVE TRIGGER」は総合2位となった。
6月25日に発表された「オリコン上半期ランキング2024」作品別売上数部門で期間内売上125.8万枚で1位を獲得し、唯一の期間内売上100万枚超え作品となる。また、2021年度・2022年度に続く自身通算3回目、男性アーティスト史上でも初の通算3度目の上半期シングル1位獲得となった。また、年末に発表された「オリコン年間ランキング2024」作品別売上部門「シングルランキング」で期間内売上126.3万枚を記録し、2021年度の『Grandeur』以来3年ぶり、自身通算2度目の年間シングル1位となった。
2024年末発表の年間Top Singles Salesで、期間内130万0889枚を売り上げ首位となった。